# You're Under Arrest (série télévisée d'animation)
Pour les articles homonymes, voir You're Under Arrest.
You're Under Arrest (逮捕しちゃうぞ, Taiho Shichauzo), en français Équipières de choc, est une série télévisée d'animation japonaise créée d'après le manga éponyme de Kōsuke Fujishima.

## Synopsis
Récemment engagée dans la police de Tokyo, Natsumi (Olivia dans la V.F.) la téméraire est affectée à la brigade du trafic au commissariat du quartier fictif de Bokuto (arrondissement de Sumida), à Tokyo. Elle fait désormais équipe avec Miyuki (Laura), une conductrice hors pair et passionnée de mécanique. À priori, tout les sépare, l’impulsivité de Natsumi contrastant radicalement avec le flegme de Miyuki, mais une solide amitié liera les deux jeunes filles et le duo formera alors une équipe exceptionnelle, chacune aura à cœur à servir la population tokyoïte et faire régner l’ordre en pourchassant sans relâche les chauffards, voleurs et autres délinquants de tous calibres.
D'autres personnages très attachants feront leur apparition tout au long de l’histoire. On fera la connaissance dès le premier épisode de Yoriko (Anna), la pipelette du commissariat, et de Ken Nakajima (Tanguy), motard au grand cœur très à l’aise sur une moto et pas du tout lorsqu'il s’agit de dévoiler ses sentiments...
L’histoire tourne autour des exploits du tandem Miyuki/Natsumi, mais le téléspectateur est gardé en haleine par les sentiments réciproques et impossibles à exprimer qu’éprouvent l’un pour l’autre Miyuki et Ken Nakajima malgré leur grande timidité respective.

## Les personnages

### Personnages principaux

#### Natsumi Tsujimoto
- VO : 辻本 夏実 - Tsujimoto Natsumi
- VF : Olivia – apparaît dès le premier épisode

Coupe de cheveux au carré et tenue pas toujours réglementaire, Natsumi a très vite fait sa place au sein du commissariat. Téméraire, impulsive, râleuse, costaude et gourmande, elle sait mettre à profit tous ses défauts pour en faire des qualités. Elle est très à l’aise sur deux roues, mais devient un véritable cauchemar ambulant sur quatre roues. Côté cœur, Natsumi s’éprend d’abord du capitaine mais tombe ensuite sous le charme de Shōji Tōkarin qui est en quelque sorte son alter ego masculin. Son caractère lui permettra d'ouvrir son cœur à ce dernier, contrairement à sa coéquipière Miyuki qui se mure dans sa timidité. Mais, plutôt fidèle lors de ses premières absences (pour cause d'affectation à la brigade de montagne), elle n'hésitera plus à courir les hommes dans You're Under Arrest Full Throttle.
Date de naissance : 12 août 1975 ; originaire du quartier d'Asakusa
- voix japonaise (Seiyū) : Sakiko Tamagawa
- voix française : Marie-Laure Dougnac, Naïké Fauveau (1er doublage épisodes 1 à 4), Christine Pâris (film)
- incarnée dans le drama par : Misaki Ito

#### Miyuki Kobayakawa
- VO : 小早川 美幸 - Kobayakawa Miyuki
- VF : Laura – apparaît dès le premier épisode

Reconnaissable à sa longue chevelure noire tressée, Miyuki est une jolie jeune fille excellente conductrice, et férue de mécanique et d'informatique. Elle est très réfléchie et ne perd que rarement son sang froid, sauf quand ça touche le paranormal auquel elle voue une peur bleue (sauf, curieusement, dans l'épisode 13 de Full Throttle). Elle met à profit ses talents de bricoleuse (et ses heures de service) pour transformer sa petite patrouilleuse Honda Today en véritable machine de course. Ken Nakajima occupe une place de choix dans son cœur, mais Miyuki, très timide, n'arrivera pas à avouer ses sentiments. Comme dit Anna, cœur qui soupire n’a pas ce qu’il désire...
Date de naissance : 7 avril 1976 ; originaire de la préfecture d'Okayama
- voix japonaise : Akiko Hiramatsu
- voix française : Laurence Sacquet, Marie-Madeleine Le Doze-Burguet (1er doublage épisodes 1 à 4), Brigitte Aubry (film)
- incarnée dans le drama par : Sachie Hara (en)

#### Ken Nakajima
- VO : 中嶋剣 - Nakajima Ken
- VF : Tanguy – apparaît dès le premier épisode

La couleur est annoncée dès le début lorsqu’il se présente à la nouvelle venue Natsumi : « on me surnomme le faucon blanc du commissariat ! » Ce grand gaillard n’a pas son pareil au guidon de sa moto, un don hérité de son père qui lui promulgue les meilleurs conseils pour qu’il puisse encore s’améliorer. En revanche, s’il est fou amoureux de sa collègue Miyuki, il est incapable de lui l'avouer et se réfugie, impuissant et désemparé, derrière ses éternelles lunettes de soleil.
La famille Nakajima est originaire de la préfecture de Mie.
- voix japonaise : Bin Shimada
- voix française : François Leccia, Thierry Mercier (1er doublage épisodes 1 à 4), Philippe Roullier (film)
- incarnée dans le drama par : Kazushige Nagashima (en)

#### Yoriko Nikaidō
- VO : 二階堂 頼子 - Nikaidō Yoriko
- VF : Anna – apparaît dès le premier épisode

Ne vous fiez pas à cette petite brune aux grandes lunettes, c’est la pipelette du commissariat : évitez donc de lui confier vos tracas, sous peine de les voir faire le tour de l’immeuble ! Tous les cancans, les ragots et rumeurs ont pour source Yoriko. Mais ce défaut est compensé par un cœur immense et une gentillesse naturelle sans égale.
- voix japonaise : Etsuko Kozakura
- voix française : Marie-Eugénie Maréchal, Françoise Blanchard (1er doublage épisodes 1 à 4), Pascale Chemin (film)
- incarnée dans le drama par : Otoha

#### Futaba Aoi
- VO : 葵双葉 - Aoi Futaba
- VF : Alex – dès l’épisode 5 de la saison 1

« 1 mètre 72, 53 kilos, il est natif du cancer et son groupe sanguin est AB positif. Il viendrait d’une famille riche, il est fils unique, son père est un haut fonctionnaire de l’état. Mesdemoiselles, je crois que c’est un parti en or ! » L’annonce faite par l’inévitable Yoriko oublie un détail : Futaba s’habille et se comporte comme une femme ! Il a dû se travestir pour remplir une mission d’infiltration et a pris goût à sa nouvelle vie. Vu la situation, ça n’a pas été facile de se faire accepter par ses nouveaux collègues (surtout les femmes pour le partage du vestiaire et des douches), mais il/elle a su y mettre toute sa gentillesse pour y arriver et fait désormais équipe avec Yoriko.
- voix japonaise : Rica Matsumoto
- voix française : Hélène Chanson, Olivia Dutron (film)

### Personnages secondaires
Kachō : dès saison 1 ép. 1
VF:  le capitaine
En tant que chef de la brigade du trafic, il se doit de montrer l'exemple. Mettant sa propre vie en péril, il n'hésitera pas à secourir un voleur, le sauvant d'une mort certaine. Son charisme et son autorité ne laisseront pas Natsumi indifférente.
- VO Issei Masamune
- VF Jean-Claude Montalban, Jean-Marie Boyer (film)

Tokuno : dès saison 1
VF:  inspecteur Hamilton
Il est la seule personne du commissariat à connaître les joies du mariage. Enquêteur en civil, il aura plusieurs fois recours aux membres de la brigade du trafic, Natsumi et Miyuki en tête, pour l'aider à résoudre des affaires.
- VO Takashi Matsuyama
- VF Paul Bisciglia, François Jaubert (film)

Strike Otoko : dès saison 1 ép. 7
Un fou masqué qui s'est donné pour mission de faire respecter la loi, souvent par des méthodes qui laissent songeur... Son déguisement est complété d'une batte et d'un chandail de baseball.
- VO Hideyuki Hori
- VF Jean-Claude Montalban

Saori Saga : dès saison 1 ép. 12
VF:  Élodie
Saori est une jeune lycéenne qui a trouvé sa voie : elle sera policière. Elle a fait de Miyuki et Natsumi ses mentors (Sempai), au grand dam de celles-ci. Son cœur empli de justice et d'intégrité sera mis à mal lors de son engagement dans le département du trafic du commissariat de Bokuto, au premier épisode de la saison 2 : le métier ne reflète pas exactement ce à quoi elle s'attendait !
- VO Sakura Tange
- VF Julie Turin
- incarnée dans le drama par : Miho Yoshioka

Daimaru Nakajima : dès saison 1 ép. 16
VF:  Robert
C'est un pilote de moto exceptionnel qui a fait autrefois de la compétition. C'est lors d'un accident en pratiquant ce sport qu'il a perdu un œil. Il décidera d'ouvrir un magasin de motos à Bokuto afin se rapprocher de son fils, et baptisera ce magasin ZAPPER, en souvenir de son ancien team de compétition.
- VO Takeshi Aono
- VF William Sabatier

Sena Wakabayashi : dès saison 1 ép. 17
VF: Geena
On ignore ce qu'est devenue la mère de Ken. Mais cette nouvelle « maman » fera tout pour que le fils de son futur mari l'accepte comme telle. Petit détail qui a son importance : elle a le même âge que Ken !
- VO Hiroko Konishi saison 1 / Fumiko Orikasa saison 2
- VF Joëlle Guigui

Shōji Tōkarin : dès saison 1 ép. 34
VF: Frank
Ce jeune lieutenant de la brigade de sauvetage en haute montagne fait son apparition en portant secours au capitaine bloqué par le vent au sommet de la tour de Tokyo. Il ne se déplace qu'à vélo, même s'il a son permis de conduire. Outre l'alpinisme, il excelle dans les pratiques du kendo et de la pêche. Il sera en compétition permanente avec Natsumi dans la course au plus grand dévoreur de nourriture du commissariat, compétition qu'il remportera régulièrement. Il décidera de partir pour le Népal afin d'escalader des sommets himalayens, et c'est au moment de son départ que Natsumi lui déclarera son amour.
- VO Tomokazu Seki
- VF Benoît DuPac

Chie Sagamiōno : dès saison 1 ép. 8
VF: Marie-Priscilla
Fille unique de la riche famille Sagamiōno (dans la VF, son père est le patron d'ACME Conglomérat), elle a toujours été première en tout, jusqu'à l'académie de police où elle est entrée pensant attirer l'attention des hommes de la haute société en sortant première de sa promotion, histoire de se préparer à faire un bon mariage. Hélas pour elle, elle a échoué à l'obtention du titre de major de promotion au profit de Yoriko, celle-ci n'obtenant ses excellents résultats que par la chance. Bien décidée à laver son honneur, elle va lancer des défis à la pauvre Yoriko, qui pourra s'appuyer sur ses amies pour empêcher Chie de l'humilier.
- VO Michiko Neya
- VF Sarah Marot

Scooter Mama (Gentuki Obasan) : dès saison 1 ép. 10
Une chauffarde d'un certain âge qui veut absolument profiter de toutes les promotions commerciales ! Se déplaçant à toute vitesse sur son scooter 50 cm3 jaune et sans égard aucun pour le code de la route et les autres usagers, elle donnera des sueurs froides à nos officiers, et toujours au moment où ils s'y attendent le moins...
- VO Kujira
- VF Tania Torrens

Takao Arizuka : dès saison 1 ép. 6
VF: l'Inspecteur-chef
Surnommé « le roi des enfers » par Yoriko, ce superintendant est craint par les officiers subalternes et sa seule présence en fait trembler plus d'un, puisqu'un simple coup de crayon de sa part pendant une inspection peut être synonyme de fin de carrière... Cependant, il saura reconnaître les bons éléments du commissariat de Bokuto.
- VO Takeshi Watabe
- VF Henri Labussière, Alain Floret (film)

Kaoruko Kinoshita : dès saison 1 ép. 49
VF: Inspecteur Claudia
Une gradée de la police métropolitaine, belle, ambitieuse et compétente. Elle aussi saura promouvoir les qualités de nos deux équipières, mais sera à l'origine d'une grande crise entre Miyuki et Natsumi à la fin de la deuxième saison, en débauchant cette dernière pour la faire entrer au Special Assault Team.
- VO Yoshiko Sakakibara
- VF Sylvie Ferrari, Marie-Annick Mahé (film)

### Autres personnages (voix)

#### Voix japonaises (Seiyū)
- Akira Ishida : Saki Abdusha
- Hiromi Itō : Hiroko
- Kinryū Arimoto : FOX Oshō
- Kōsuke Okano : Yuuji (épisode 5)
- Megumi Hirosawa : Satomi
- Michie Hase : Fumie
- Takashi Matsuyama : Instructeur, Lancia Man
- Tatsuya Okada : Kido
- Yuko Nagashima : Sakai

#### Voix françaises
- Paul Bisciglia : le bonze
- Antoine Nouel : Un dragueur (ép. 13), un voyou (ép. 15), le poseur de bombes (ép. 30), le criminel (ép. 31)
- Thierry Bourdon : Abduska / Yann (ép. 22), Charlie (ép. 43)
- Benoît Allemane : le patron de l'auto-école (ép. 27)
- Tony Marot et Alexandre Gillet : Copains de Hideki (épisode 46)
- Annabelle Roux : Carole, Ronny (5e épisode), Rémi (18e épisode)
- Françoise Fleury : La mère du bonze (épisode 45)
- Guillaume Lebon : le producteur de films (ép. 12), Toki (ép. 33), le voyou (ép. 34 et 35)
- Antoine Tomé : le chef des frères noirs de Sumida (ép. 19)
- Michel Bedetti : Tom Cannon (épisode 19) et un lieutenant de police (épisode 21)
- Vincent Barazzoni : Un dragueur (ép. 13), un voyou (ép. 15), Elliott (ép. 29), Hideki (ép. 46)
- Joseph Falcucci : l'aubergiste (ép. 13)
- Natacha Gerritsen : Valentin (épisodes 34 et 35)
- Erik Colin : Dorian (épisode 24)
- Bernard Woringer : le chef du gang du parc d'attraction (épisode 40)

Voix additionnelles par Michel Dodane, Olivier Destrez, Bernard Tiphaine, Olivier Korol et Denis Laustriat.
Doublage vidéo :
- Naike Fauveau : Natsumi
- Marie-Madeleine Burget : Miyuki
- Thierry Mercier : Nakajima
- Patrice Baudrier : le chef de la police et le bonze
- Françoise Blanchard : Yoriko

## Cadre de l'action
L'histoire a pour cadre le commissariat de Bokuto, quartier fictif qui serait situé dans le tout à fait réel arrondissement de Sumida, l'un des 23 arrondissement spéciaux de Tokyo. Si Bokuto n'existe pas, nombre de lieux situés dans la capitale japonaise sont représentés. On peut citer, entre autres :

### Lieux réels
- Les rives de la rivière Sumida
- L'île artificielle d'Odaiba, située dans la Baie de Tokyo
- Le Rainbow Bridge qui relie Odaiba à la ville
- La tour de Tokyo
- Les aéroports de Narita et Haneda

En outre, le pont sur lequel l'équipe est appelée pour sauver une jeune fille qui tente de se suicider dans l'épisode 6 (saison 1) « Le roi des enfers » ressemble au pont Yotsugi (voir photo ci-dessous).

### Moyens de transportsrééls
- La ligne circulaire Yamanote des chemins de fer JR East, sur laquelle Yoriko et Aoi doivent enquêter sur des vols à la tire dans l'épisode 37 (saison 1) « Métro police ». Le train qui circule en parallèle de celui dans lequel se trouvent nos deux officiers en difficulté est une rame de la ligne Keihin-Tōhoku
- Le métro automatique sur pneus Yurikamome, qui passe sous le Rainbow Bridge
- Le monorail de Tokyo à Haneda
- Le réseau autoroutier Shuto Expressway
- L'entrée orientale du Tokyo-ko Tunnel reliant l'île d'Odaiba à Shinagawa est à l'honneur de la seconde partie de l'épisode 47 (saison 1) « Équipiers à la vie à la mort »

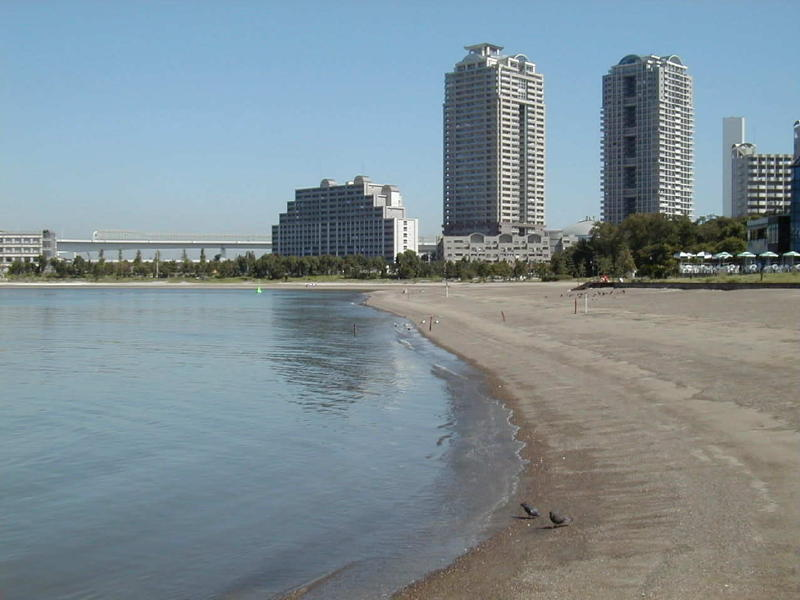
Les tours de l'Odaiba Seashore Park
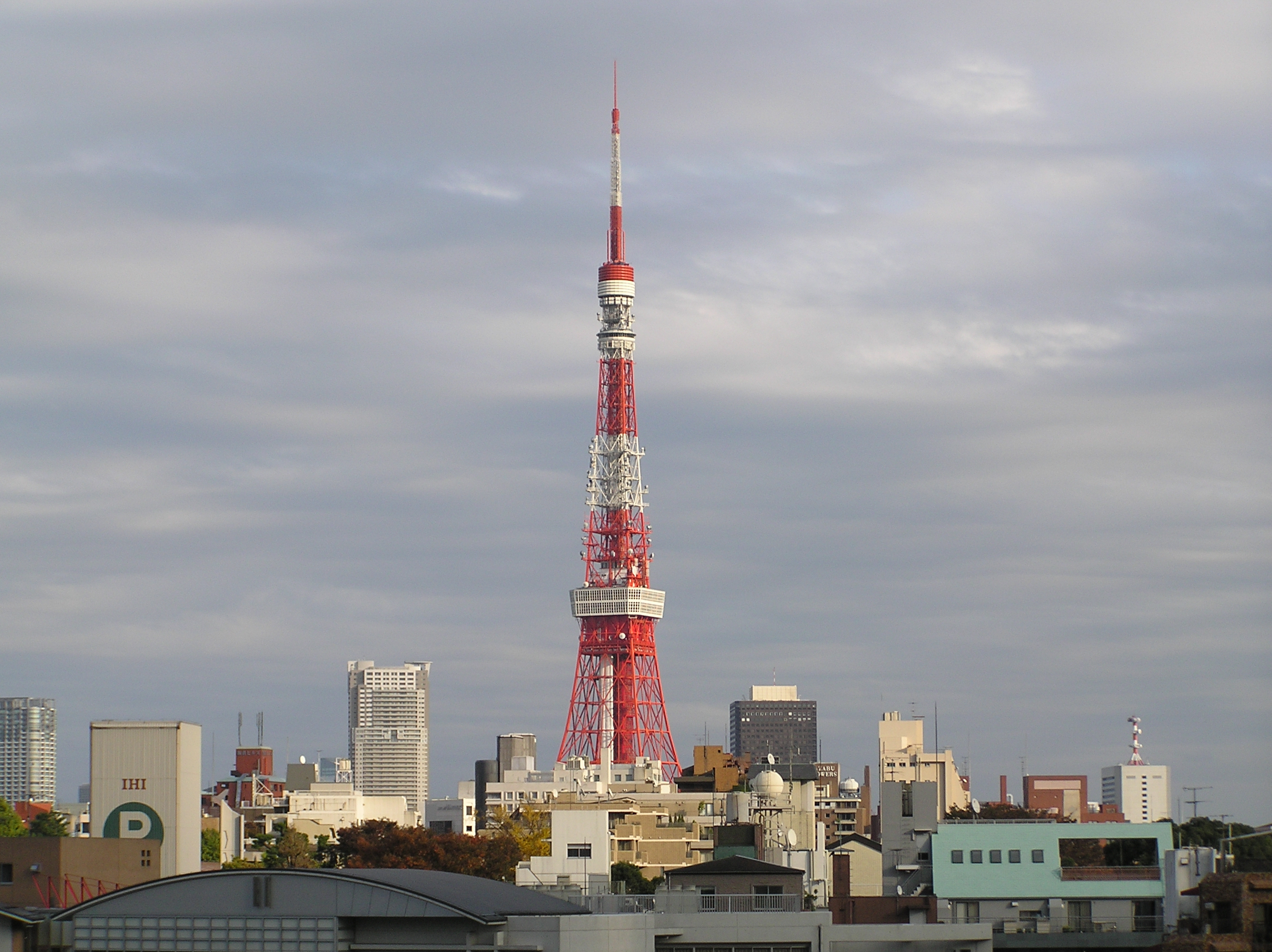
Tour de Tokyo
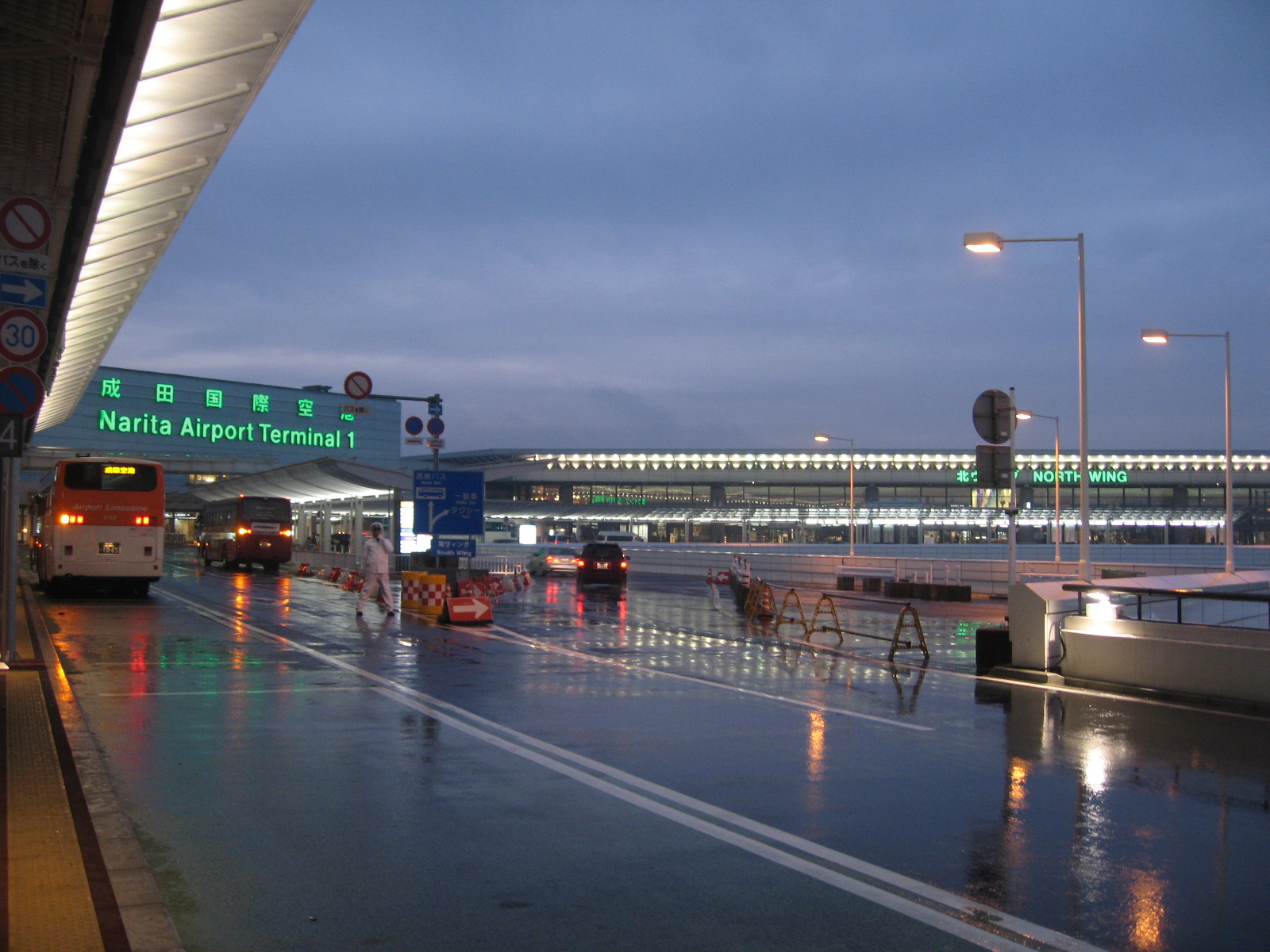
Terminal 1 de l'aéroport de Narita
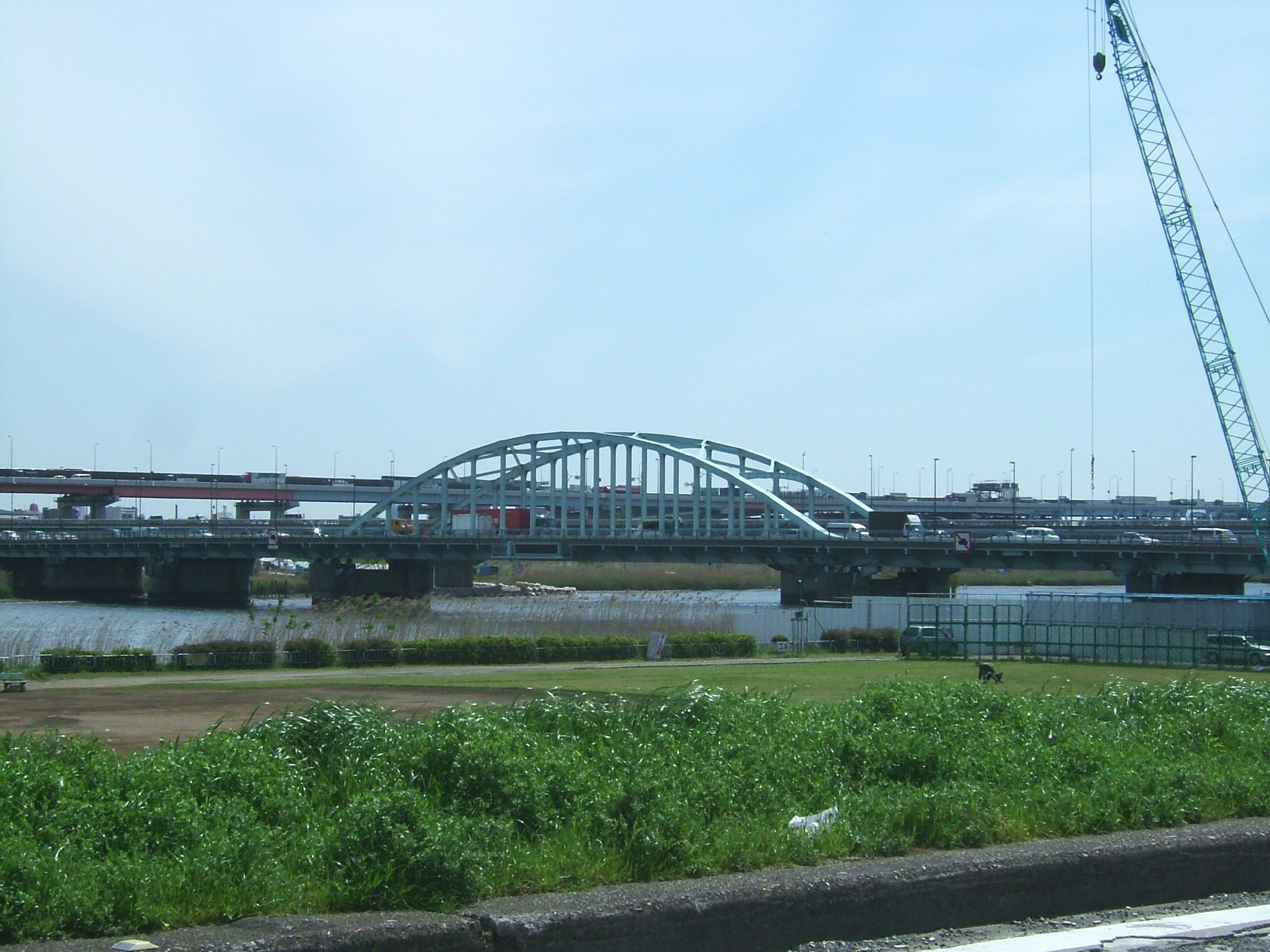
Pont Yotsugi
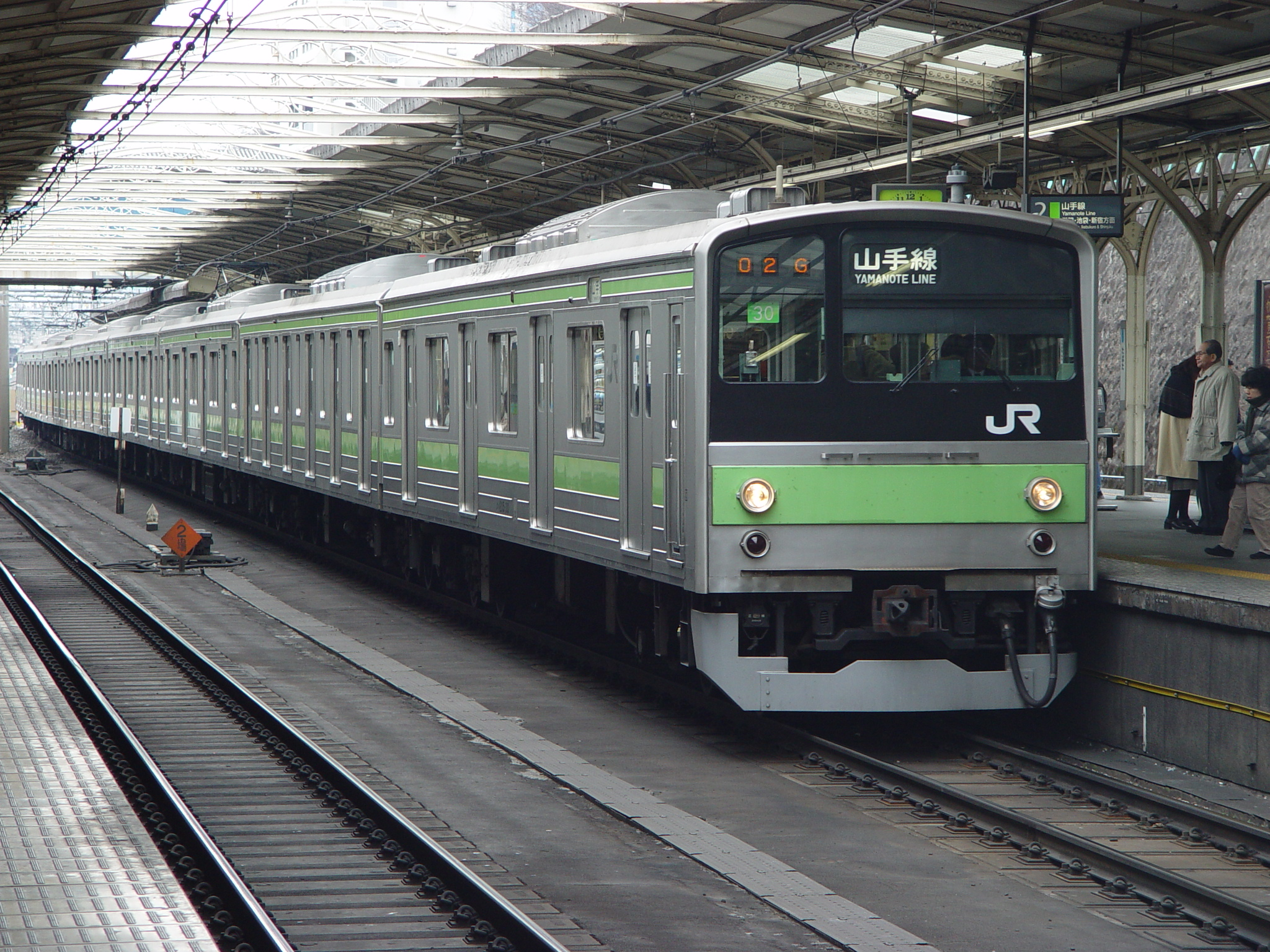
Rame de la ligne Yamanote
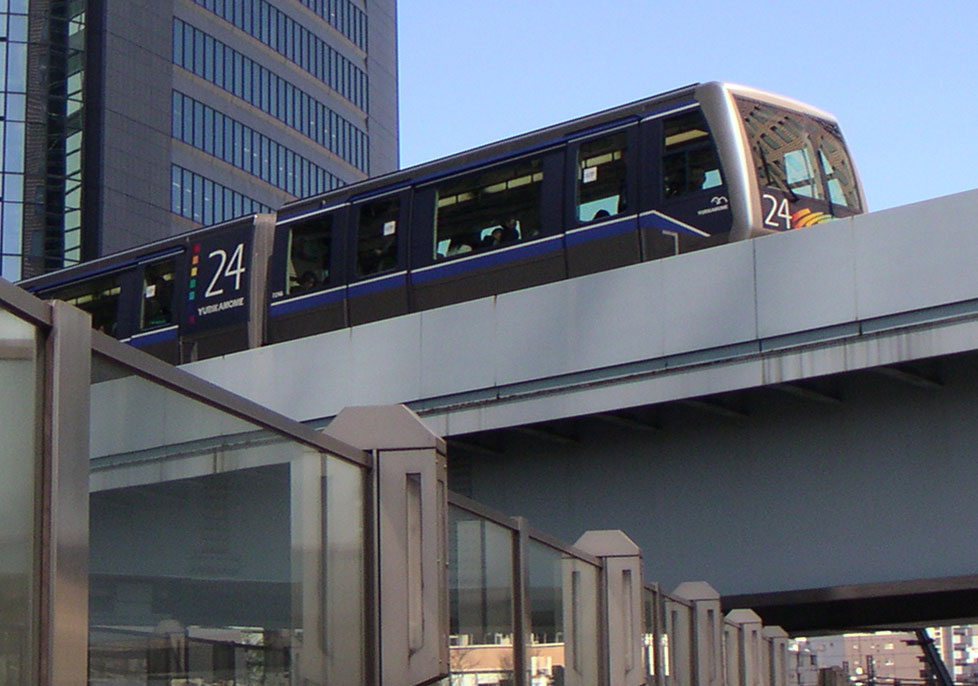
Métro Yurikamome
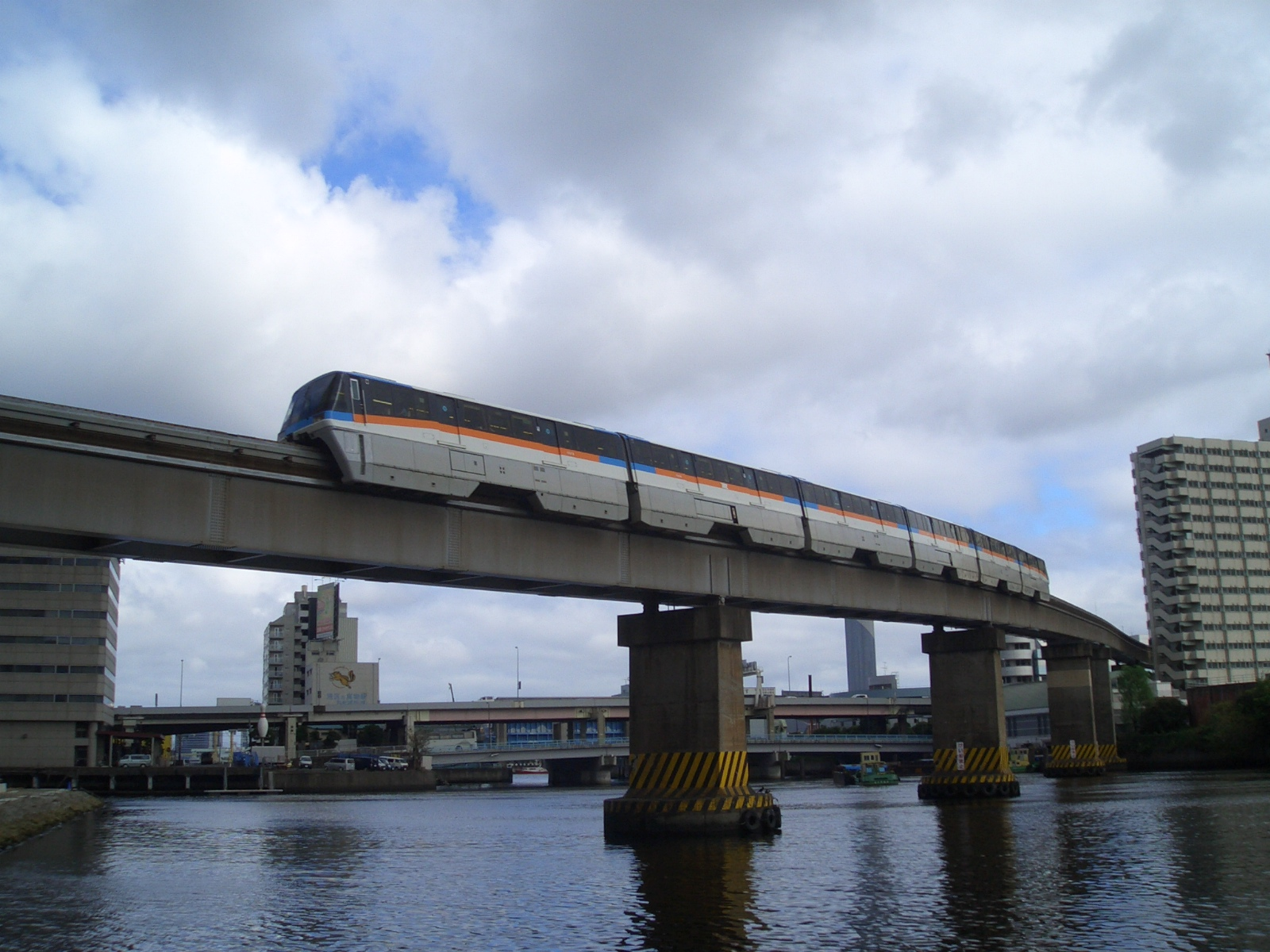
Monorail de Tokyo (monorail de Haneda)

## Médias
| Épisode | Titre francophone                                           | Titre japonais (traduction)                                                           | Character designer                                                                                   | Sortie                                                                           |
| --- | ----------------------------------------------------------- | ------------------------------------------------------------------------------------- | --- | -------------------------------------------------------------------------------- |
| You're Under Arrest est une série télévisée d'animation japonaise en 4 épisodes de 30 minutes, animé par Bandai Visual et diffusée sous forme d'OAV en 1994. Ces OAV sont repris comme les 4 premiers épisodes de la série Équipières de choc (FILE.1 à FILE.4). |                                                             |                                                                                       | |                                                                                  |
| DATA.1 | Première rencontre                                          | Et c'est ainsi qu'elles se rencontrèrent                                              | Tokuyuki Shochiku                                                                                    | Japon : du 24 septembre 1994 au 25 novembre 1995 France : dès le 12 février 2000 |
| DATA.2 | Le rallye du typhon de Tokyo                                | idem                                                                                  | Norio Matsumoto                                                                                      | Japon : du 24 septembre 1994 au 25 novembre 1995 France : dès le 12 février 2000 |
| DATA.3 | Nakajima se déclare                                         | Les étoiles de l'autoroute de l'amour                                                 | Tokuyuki Shochiku                                                                                    | Japon : du 24 septembre 1994 au 25 novembre 1995 France : dès le 12 février 2000 |
| DATA.4 | De nouveau sur la route                                     | idem                                                                                  | Makoto Yamada                                                                                        | Japon : du 24 septembre 1994 au 25 novembre 1995 France : dès le 12 février 2000 |
| Équipières de choc (You're Under Arrest) est une série télévisée d'animation japonaise en 51 épisodes de 25 minutes diffusée en 1996 et 1997 au Japon (éditée en France par AB Productions), créée d'après le manga éponyme de Kosuke Fujishima ; les quatre premiers épisodes sont en fait ceux sortis auparavant en OAV. Une deuxième série de 26 épisodes de 25 minutes est diffusée en 2001. En France, la première série a été diffusée à partir du 12 février 2000 sur France 2, puis rediffusée sur Mangas. L'animation est à mettre au crédit du Studio Deen. La chanson du générique de fin de la première série (sauf épisodes 1 à 4) est Thank You, Love, interprétée par Keiko Terada. |                                                             |                                                                                       | |                                                                                  |
| FILE.1 | La rencontre                                                | Et c'est ainsi qu'elles se rencontrèrent                                              | Tokuyuki Shochiku                                                                                    | Japon : du 2 novembre 1996 au 27 septembre 1997 France : dès le 12 février 2000  |
| FILE.2 | Le chauffard                                                | Le rallye du typhon de Tokyo                                                          | Norio Matsumoto                                                                                      | Japon : du 2 novembre 1996 au 27 septembre 1997 France : dès le 12 février 2000  |
| FILE.3 | Amour naissant                                              | Les étoiles de l'autoroute de l'amour                                                 | Tokuyuki Shochiku                                                                                    | Japon : du 2 novembre 1996 au 27 septembre 1997 France : dès le 12 février 2000  |
| FILE.4 | La séparation                                               | De nouveau sur la route                                                               | Makoto Yamada                                                                                        | Japon : du 2 novembre 1996 au 27 septembre 1997 France : dès le 12 février 2000  |
| FILE.5 | Une nouvelle recrue                                         | Une beauté sur laquelle on peut compter - Son nom est Aoi                             | Kazuhiro Sasaki                                                                                      | Japon : du 2 novembre 1996 au 27 septembre 1997 France : dès le 12 février 2000  |
| FILE.6 | Le roi des enfers                                           | Inspecteur Arizuka - Le roi des enfers                                                | Yumenosuke Tokuda                                                                                    | Japon : du 2 novembre 1996 au 27 septembre 1997 France : dès le 12 février 2000  |
| FILE.7 | Le justicier fou                                            | Strike Man défenseur de la justice ?                                                  | Kazuhiro Sasaki                                                                                      | Japon : du 2 novembre 1996 au 27 septembre 1997 France : dès le 12 février 2000  |
| FILE.8 | La victoire                                                 | Grand duel pour Yoriko la chanceuse                                                   | Hiromi Muraka                                                                                        | Japon : du 2 novembre 1996 au 27 septembre 1997 France : dès le 12 février 2000  |
| FILE.9 | Le cadeau d'anniversaire                                    | Le triangle amoureux                                                                  | Yumenosuke Tokuda                                                                                    | Japon : du 2 novembre 1996 au 27 septembre 1997 France : dès le 12 février 2000  |
| FILE.10 | Le scooter volé                                             | La bonne femme hors-la-loi au scooter                                                 | Kado Tomoki                                                                                          | Japon : du 2 novembre 1996 au 27 septembre 1997 France : dès le 12 février 2000  |
| FILE.11 | Le Père Noël                                                | La panique du Père Noël                                                               | Yasuhiro Aoki                                                                                        | Japon : du 2 novembre 1996 au 27 septembre 1997 France : dès le 12 février 2000  |
| FILE.12 | L'apprentie                                                 | Je veux devenir une policière !                                                       | Hiromi Muraka                                                                                        | Japon : du 2 novembre 1996 au 27 septembre 1997 France : dès le 12 février 2000  |
| FILE.13 | La grande escapade                                          | De gros ennuis au petit onsen                                                         | Kazuhiro Sasaki                                                                                      | Japon : du 2 novembre 1996 au 27 septembre 1997 France : dès le 12 février 2000  |
| FILE.14 | Coma                                                        | La terreur de Manju ! L'affaire du mystérieux assassin. L'escapade de Natsumi à Edo ! | Yumenosuke Tokuda                                                                                    | Japon : du 2 novembre 1996 au 27 septembre 1997 France : dès le 12 février 2000  |
| FILE.15 | La revanche                                                 | Un combat contre Sagami-ono... encore !                                               | Kado Tomoki                                                                                          | Japon : du 2 novembre 1996 au 27 septembre 1997 France : dès le 12 février 2000  |
| FILE.16 | Tel père, tel fils                                          | Le double de Nakajima                                                                 | Seiichi Nakatani                                                                                     | Japon : du 2 novembre 1996 au 27 septembre 1997 France : dès le 12 février 2000  |
| FILE.17 | La belle maman                                              | Cette fille de vingt ans est ma mère !                                                | Yumenosuke Tokuda                                                                                    | Japon : du 2 novembre 1996 au 27 septembre 1997 France : dès le 12 février 2000  |
| FILE.18 | Le retour de Strike                                         | La brigade de Strike Man                                                              | Kazuhiro Sasaki                                                                                      | Japon : du 2 novembre 1996 au 27 septembre 1997 France : dès le 12 février 2000  |
| FILE.19 | Le record                                                   | Le rêve brisé d'un mécanicien pour motos                                              | Yasuhiro Aoki                                                                                        | Japon : du 2 novembre 1996 au 27 septembre 1997 France : dès le 12 février 2000  |
| FILE.20 | Les bons et les méchants                                    | À l'attaque ! Équipe de combat de la circulation OB3                                  | Kado Tomoki                                                                                          | Japon : du 2 novembre 1996 au 27 septembre 1997 France : dès le 12 février 2000  |
| FILE.21 | Le casse                                                    | Le manuel de la brigade anti-braquage                                                 | Takuji Yoshimoto                                                                                     | Japon : du 2 novembre 1996 au 27 septembre 1997 France : dès le 12 février 2000  |
| FILE.22 | Espoir du désert                                            | Le jour de repos de Yoriko Nikaido                                                    | Kazuhiro Sasaki                                                                                      | Japon : du 2 novembre 1996 au 27 septembre 1997 France : dès le 12 février 2000  |
| FILE.23 | Le baiser de la mariée                                      | Une fleur éclot sur la route vierge                                                   | Kado Tomoki                                                                                          | Japon : du 2 novembre 1996 au 27 septembre 1997 France : dès le 12 février 2000  |
| FILE.24 | Des roses pour Alex                                         | Une rose blanche pour Aoi                                                             | Yumenosuke Tokuda                                                                                    | Japon : du 2 novembre 1996 au 27 septembre 1997 France : dès le 12 février 2000  |
| FILE.25 | Le pigeon                                                   | Cours, Strike Man, cours !                                                            | Hitoshi Ehara                                                                                        | Japon : du 2 novembre 1996 au 27 septembre 1997 France : dès le 12 février 2000  |
| FILE.26 | Le tailleur de robes                                        | Une robe rouge et un couteau                                                          | Takuji Yoshimoto                                                                                     | Japon : du 2 novembre 1996 au 27 septembre 1997 France : dès le 12 février 2000  |
| FILE.27 | Le B.A.-BA de la conduite                                   | idem                                                                                  | Kazuhiro Sasaki                                                                                      | Japon : du 2 novembre 1996 au 27 septembre 1997 France : dès le 12 février 2000  |
| FILE.28 | Le voleur mystérieux                                        | A la poursuite de l'imposteur no 704 !                                                | Kado Tomoki                                                                                          | Japon : du 2 novembre 1996 au 27 septembre 1997 France : dès le 12 février 2000  |
| FILE.29 | Le rival                                                    | Un rival entre en scène : une course passionnée                                       | Yumeosuke Tokida Hitoshi Ehara                                                                       | Japon : du 2 novembre 1996 au 27 septembre 1997 France : dès le 12 février 2000  |
| FILE.30 | Alerte au centre commercial                                 | Riko-chan, ma bien-aimée pour toujours                                                | Takuji Yoshimoto                                                                                     | Japon : du 2 novembre 1996 au 27 septembre 1997 France : dès le 12 février 2000  |
| FILE.31 | Élodie est dans la lune                                     | Duel à moins quarante                                                                 | Kazumi Sato                                                                                          | Japon : du 2 novembre 1996 au 27 septembre 1997 France : dès le 12 février 2000  |
| FILE.32 | Moto hybride                                                | Plein gaz ! La super machine de Natsumi !                                             | Masashi Oshima                                                                                       | Japon : du 2 novembre 1996 au 27 septembre 1997 France : dès le 12 février 2000  |
| FILE.33 | La vedette                                                  | Wouaou ! Tendre un piège à une superstar                                              | Kazuhiro Sasaki                                                                                      | Japon : du 2 novembre 1996 au 27 septembre 1997 France : dès le 12 février 2000  |
| FILE.34 | Péril au sommet de la tour                                  | Jour de repos à 250 mètres de haut                                                    | Kado Tomoki                                                                                          | Japon : du 2 novembre 1996 au 27 septembre 1997 France : dès le 12 février 2000  |
| FILE.35 | Dernière chance                                             | Amitié à 250 mètres de haut                                                           | Kazumi Sato                                                                                          | Japon : du 2 novembre 1996 au 27 septembre 1997 France : dès le 12 février 2000  |
| FILE.36 | Le petit chat perdu                                         | idem                                                                                  | Masashi Oshima                                                                                       | Japon : du 2 novembre 1996 au 27 septembre 1997 France : dès le 12 février 2000  |
| FILE.37 | Métro police                                                | L'incident de la ligne Yamanote                                                       | Takuji Yoshimoto                                                                                     | Japon : du 2 novembre 1996 au 27 septembre 1997 France : dès le 12 février 2000  |
| FILE.38 | Le lieutenant                                               | Cet homme, Shōji Tōkarin                                                              | Kado Tomoki                                                                                          | Japon : du 2 novembre 1996 au 27 septembre 1997 France : dès le 12 février 2000  |
| FILE.39 | La terreur des plages                                       | Ah ! La jeunesse de beach volley man                                                  | Atsuko Nakajima                                                                                      | Japon : du 2 novembre 1996 au 27 septembre 1997 France : dès le 12 février 2000  |
| FILE.40 | Rendez-vous manqué                                          | Rendez-vous risqué pour trois couples                                                 | Hiroko Maii Saito Tetsuhito                                                                          | Japon : du 2 novembre 1996 au 27 septembre 1997 France : dès le 12 février 2000  |
| FILE.41 | Les imposteurs de la route (1)                              | Et que ça roule ! Le gyrophare ardent : partie 1                                      | Kazumi Sato                                                                                          | Japon : du 2 novembre 1996 au 27 septembre 1997 France : dès le 12 février 2000  |
| FILE.42 | Les imposteurs de la route (2)                              | Et que ça roule ! Le gyrophare ardent : partie 2                                      | Kei Mizuguchi                                                                                        | Japon : du 2 novembre 1996 au 27 septembre 1997 France : dès le 12 février 2000  |
| FILE.43 | Photos compromettantes                                      | Scandale au commissariat de Bokuto                                                    | Takuji Yoshimoto                                                                                     | Japon : du 2 novembre 1996 au 27 septembre 1997 France : dès le 12 février 2000  |
| FILE.44 | Histoires de fantômes                                       | Histoires de fantômes à Bokuto                                                        | Masashi Oshima                                                                                       | Japon : du 2 novembre 1996 au 27 septembre 1997 France : dès le 12 février 2000  |
| FILE.45 | Une ballade pour deux                                       | Un jour d'été... à deux                                                               | Kado Tomoki                                                                                          | Japon : du 2 novembre 1996 au 27 septembre 1997 France : dès le 12 février 2000  |
| FILE.46 | Prof de kendo                                               | Le défi de Tōkarin !                                                                  | Kazumi Sato                                                                                          | Japon : du 2 novembre 1996 au 27 septembre 1997 France : dès le 12 février 2000  |
| FILE.47 | Équipiers à la vie à la mort                                | Le temps manque                                                                       | Kazuhiro Sasaki                                                                                      | Japon : du 2 novembre 1996 au 27 septembre 1997 France : dès le 12 février 2000  |
| FILE.48 | La fin de l'été                                             | idem                                                                                  | Saito Tetsuhito                                                                                      | Japon : du 2 novembre 1996 au 27 septembre 1997 France : dès le 12 février 2000  |
| FILE.49 | Inspecteur Claudia                                          | Enquête au commissariat de Bokuto - L'arrivée de l'inspecteur Kaoruko Kinoshita       | Takuji Yoshimoto                                                                                     | Japon : du 2 novembre 1996 au 27 septembre 1997 France : dès le 12 février 2000  |
| FILE.50 | Enquête difficile                                           | Enquête au commissariat de Bokuto - Destins respectifs                                | Masashi Oshima                                                                                       | Japon : du 2 novembre 1996 au 27 septembre 1997 France : dès le 12 février 2000  |
| FILE.51 | Traffic de voitures                                         | Enquête au commissariat de Bokuto - Le meilleur duo                                   | Kazumi Sato                                                                                          | Japon : du 2 novembre 1996 au 27 septembre 1997 France : dès le 12 février 2000  |
| You're Under Arrest Special est une série télévisée d'animation japonaise de 6 dossiers en 21 épisodes (5 dossiers comprenant 4 épisodes d'environ 7 minutes chacun + 1 épisode complet de 23 minutes pour le dossier 6), créée d'après le manga éponyme de Kosuke Fujishima et diffusée sous forme d'OAV en 1999. |                                                             |                                                                                       | |                                                                                  |
| FILE.1.1 | Ne déchirez pas les contraventions !                        | Ne déchirez pas les contraventions !                                                  | Haruka Azaki                                                                                         | Japon : du 15 mai au 29 mai 1999 France : inédits                                |
| FILE.1.2 | Cours de sécurité routière                                  | Cours de sécurité routière                                                            | Haruka Azaki                                                                                         | Japon : du 15 mai au 29 mai 1999 France : inédits                                |
| FILE.1.3 | Jouer avec le feu                                           | Jouer avec le feu                                                                     | Akira Kasahara                                                                                       | Japon : du 15 mai au 29 mai 1999 France : inédits                                |
| FILE.1.4 | Maîtres-nageurs / bouche-à-bouche                           | Maîtres-nageurs / bouche-à-bouche                                                     | Haruka Azaki                                                                                         | Japon : du 15 mai au 29 mai 1999 France : inédits                                |
| FILE.2.1 | Le collectionneur de petites culottes                       | Le collectionneur de petites culottes                                                 | Ryoko Hata                                                                                           | Japon : du 15 mai au 29 mai 1999 France : inédits                                |
| FILE.2.2 | Attrapez l'ange !                                           | Attrapez l'ange !                                                                     | Ryoko Hata                                                                                           | Japon : du 15 mai au 29 mai 1999 France : inédits                                |
| FILE.2.3 | Une nuit d'horreur                                          | Une nuit d'horreur                                                                    | Kazunori Takahashi                                                                                   | Japon : du 15 mai au 29 mai 1999 France : inédits                                |
| FILE.2.4 | J'aime être jolie                                           | J'aime être jolie                                                                     | Kazunori Takahashi                                                                                   | Japon : du 15 mai au 29 mai 1999 France : inédits                                |
| FILE.3.1 | Laissez-moi vous regarder                                   | Laissez-moi vous regarder                                                             | Masaaki Henan                                                                                        | Japon : du 15 mai au 29 mai 1999 France : inédits                                |
| FILE.3.2 | Mise au point d'un restaurant                               | Mise au point d'un restaurant                                                         | Masaaki Henan                                                                                        | Japon : du 15 mai au 29 mai 1999 France : inédits                                |
| FILE.3.3 | Une brillante confrontation                                 | Une brillante confrontation                                                           | Masaaki Henan                                                                                        | Japon : du 15 mai au 29 mai 1999 France : inédits                                |
| FILE.3.4 | Sac à main de combat                                        | Sac à main de combat                                                                  | Katoshi Hattori                                                                                      | Japon : du 15 mai au 29 mai 1999 France : inédits                                |
| FILE.4.1 | Le ciel m'a donné dix mille yens                            | Le ciel m'a donné dix mille yens                                                      | Masaaki Henan                                                                                        | Japon : du 15 mai au 29 mai 1999 France : inédits                                |
| FILE.4.2 | Mystère ! Le tunnel à la femme nue                          | Mystère ! Le tunnel à la femme nue                                                    | Satoshi Inoue                                                                                        | Japon : du 15 mai au 29 mai 1999 France : inédits                                |
| FILE.4.3 | Barrage de béton                                            | Barrage de béton                                                                      | Akira Kasahara                                                                                       | Japon : du 15 mai au 29 mai 1999 France : inédits                                |
| FILE.4.4 | Rêve d'une nuit de printemps                                | Rêve d'une nuit de printemps                                                          | Satoshi Inoue                                                                                        | Japon : du 15 mai au 29 mai 1999 France : inédits                                |
| FILE.5.1 | Panique au konbini                                          | Panique au konbini                                                                    | Kazunori Takahashi                                                                                   | Japon : du 15 mai au 29 mai 1999 France : inédits                                |
| FILE.5.2 | Les flammes du Chasseur d'argent                            | Les flammes du Chasseur d'argent                                                      | Kazunori Takahashi                                                                                   | Japon : du 15 mai au 29 mai 1999 France : inédits                                |
| FILE.5.3 | Un cœur bat sous ces seins                                  | Un cœur bat sous ces seins                                                            | Haruka Azaki                                                                                         | Japon : du 15 mai au 29 mai 1999 France : inédits                                |
| FILE.5.4 | Action, on tourne !                                         | Action, on tourne !                                                                   | Haruka Azaki                                                                                         | Japon : du 15 mai au 29 mai 1999 France : inédits                                |
| FILE.6 | Le contrôle du trafic à la plage                            | Le contrôle du trafic à la plage                                                      | Kazuhiro Furuhashi                                                                                   | Japon : du 15 mai au 29 mai 1999 France : inédits                                |
| You're Under Arrest - Le Film (You're Under Arrest: The Movie) est un film d'animation sorti en 1999, édité en France par Dybex. Nos deux héroïnes sont de retour à Bokuto après une période de formation, mais le district est en plein chaos : feux de circulation hors d'usage, une bombe et des armes sont découvertes... Avec en prime une menace terroriste planant sur les 19 ponts de la Sumida-gawa ! |                                                             |                                                                                       | |                                                                                  |
| FILM | You're Under Arrest - Le Film                               | You're Under Arrest - Le Film                                                         | Atsuko Nakajima                                                                                      | Japon : 24 avril 1999 France : 31 mai 2011                                       |
| |                                                             |                                                                                       | |                                                                                  |
| FILE.1 | Assignation au département de la circulation de Bokuto      | idem                                                                                  | Atsuko Nakajima                                                                                      | Japon : du 7 avril 2001 au 29 septembre 2001 France : inédits                    |
| FILE.2 | L'équation victorieuse de Goukon                            | idem                                                                                  | Kazumi Sato                                                                                          | Japon : du 7 avril 2001 au 29 septembre 2001 France : inédits                    |
| FILE.3 | La bête sauvage et voleuse de Tokyo                         | idem                                                                                  | Masaaki Henan                                                                                        | Japon : du 7 avril 2001 au 29 septembre 2001 France : inédits                    |
| FILE.4 | Cyber police 24 heures                                      | idem                                                                                  | Nobutaka Watanabe                                                                                    | Japon : du 7 avril 2001 au 29 septembre 2001 France : inédits                    |
| FILE.5 | Poursuite des voleurs fantômes                              | idem                                                                                  | Saito Tetsuhito                                                                                      | Japon : du 7 avril 2001 au 29 septembre 2001 France : inédits                    |
| FILE.6 | Un scoop ! L'amour triomphe !                               | idem                                                                                  | Fukasawan Manabu                                                                                     | Japon : du 7 avril 2001 au 29 septembre 2001 France : inédits                    |
| FILE.7 | Le retour de Strike                                         | Le retour de Strike Man                                                               | Taro Watanabe                                                                                        | Japon : du 7 avril 2001 au 29 septembre 2001 France : inédits                    |
| FILE.8 | Tourne et retourne ! Les deux tourtereaux !                 | Tourne et retourne – Une tasse de café pour deux                                      | Masaaki Henan                                                                                        | Japon : du 7 avril 2001 au 29 septembre 2001 France : inédits                    |
| FILE.9 | Le combat des femmes ! Le rival est de retour !             | idem                                                                                  | Nobutaka Watanabe                                                                                    | Japon : du 7 avril 2001 au 29 septembre 2001 France : inédits                    |
| FILE.10 | Pour leurs engagements...                                   | idem                                                                                  | Yumenosuke Tokuda                                                                                    | Japon : du 7 avril 2001 au 29 septembre 2001 France : inédits                    |
| FILE.11 | Panique sur la ligne de Bokuto ! Partie 1                   | idem                                                                                  | Fukasawan Manabu                                                                                     | Japon : du 7 avril 2001 au 29 septembre 2001 France : inédits                    |
| FILE.12 | Panique sur la ligne de Bokuto ! Partie 2                   | idem                                                                                  | Taro Watanabe                                                                                        | Japon : du 7 avril 2001 au 29 septembre 2001 France : inédits                    |
| FILE.13 | Faux policier no 2 VS Policier acteur                       | idem                                                                                  | Masaaki Henan                                                                                        | Japon : du 7 avril 2001 au 29 septembre 2001 France : inédits                    |
| FILE.14 | "C'est si bon" - Cœurs amoureux en détresse                 | idem                                                                                  | Nobutaka Watanabe                                                                                    | Japon : du 7 avril 2001 au 29 septembre 2001 France : inédits                    |
| FILE.15 | Garder les souvenirs vivants                                | idem                                                                                  | Yumenosuke Tokuda                                                                                    | Japon : du 7 avril 2001 au 29 septembre 2001 France : inédits                    |
| FILE.16 | Méthode de fabrication d'un bon contact e-mail              | idem                                                                                  | 波風立流                                                                                             | Japon : du 7 avril 2001 au 29 septembre 2001 France : inédits                    |
| FILE.17 | La malédiction d'une nuit d'été                             | idem                                                                                  | Fukasawan Manabu                                                                                     | Japon : du 7 avril 2001 au 29 septembre 2001 France : inédits                    |
| FILE.18 | Gâteau ou steak : le choix décisif                          | idem                                                                                  | Hirofumi Morimoto                                                                                    | Japon : du 7 avril 2001 au 29 septembre 2001 France : inédits                    |
| FILE.19 | Hésitation                                                  | Une pensée vacillante                                                                 | Nobutaka Watanabe                                                                                    | Japon : du 7 avril 2001 au 29 septembre 2001 France : inédits                    |
| FILE.20 | Le bus manqué                                               | Malentendu à l'arrêt d'autobus                                                        | Taro Watanabe                                                                                        | Japon : du 7 avril 2001 au 29 septembre 2001 France : inédits                    |
| FILE.21 | Nakajima ravale sa fierté                                   | Un homme, Nakajima prolonge le suspense                                               | Yumenosuke Tokuda                                                                                    | Japon : du 7 avril 2001 au 29 septembre 2001 France : inédits                    |
| FILE.22 | Le duo se déchire ?!                                        | Le duo en danger de dissolution !                                                     | 波風立流                                                                                             | Japon : du 7 avril 2001 au 29 septembre 2001 France : inédits                    |
| FILE.23 | Le meilleur duo de Bokuto                                   | Les meilleures équipières du commissariat de Bokuto                                   | Taro Watanabe                                                                                        | Japon : du 7 avril 2001 au 29 septembre 2001 France : inédits                    |
| FILE.24 | Chacune de son côté                                         | À chacun sa manière                                                                   | Nobutaka Watanabe                                                                                    | Japon : du 7 avril 2001 au 29 septembre 2001 France : inédits                    |
| FILE.25 | Traversons le pont de l'avenir                              | Le pont de l'avenir                                                                   | Yumenosuke Tokuda                                                                                    | Japon : du 7 avril 2001 au 29 septembre 2001 France : inédits                    |
| FILE.26 | Une source chaude, un yukata, une déclaration ?             | Une source chaude – un yukata – une déclaration                                       | Atsuko Nakajima Masashi Kojima Teito Saito                                                           | Japon : du 7 avril 2001 au 29 septembre 2001 France : inédits                    |
| You're Under Arrest: No Mercy! est un OAV de 23 minutes sorti au Japon le 25 avril 2002. Miyuki et Natsumi effectuent un stage dans un commissariat de Los Angeles, où les officiers présents ressemblent étrangement à leurs collègues restés à Bokuto... |                                                             |                                                                                       | |                                                                                  |
| OAV | You're Under Arrest: No Mercy! (sans pitié !)               | You're Under Arrest: No Mercy! (sans pitié !)                                         | Atsuko Nakajima                                                                                      | Japon : 25 avril 2002 France : inédit                                            |
| You're Under Arrest: The Drama est une série télévisée de 9 épisodes de 45 minutes chacun, avec dans les rôles principaux Sachie Hara (en) (Miyuki), Misaki Itō (Natsumi) et Kazushige Nagashima (en) (Ken Nakajima). |                                                             |                                                                                       | |                                                                                  |
| FILE.1 | 暴走婦警コンビ登場!?                                        | 暴走婦警コンビ登場!?                                                                  | – | Japon : du 17 octobre 2002 au 12 décembre 2002 France : inédits                  |
| FILE.2 | バスジャック!? 婦警監禁                                     | バスジャック!? 婦警監禁                                                               | – | Japon : du 17 octobre 2002 au 12 décembre 2002 France : inédits                  |
| FILE.3 | 婦警盗撮ストーカーの罠                                      | 婦警盗撮ストーカーの罠                                                                | – | Japon : du 17 octobre 2002 au 12 décembre 2002 France : inédits                  |
| FILE.4 | 夏実がH!? 狙われた婦警                                      | 夏実がH!? 狙われた婦警                                                                | – | Japon : du 17 octobre 2002 au 12 décembre 2002 France : inédits                  |
| FILE.5 | 温泉旅行!? 覗かれた婦警                                     | 温泉旅行!? 覗かれた婦警                                                               | – | Japon : du 17 octobre 2002 au 12 décembre 2002 France : inédits                  |
| FILE.6 | 暴走婦警 VS 野獣サップ                                      | 暴走婦警 VS 野獣サップ                                                                | – | Japon : du 17 octobre 2002 au 12 décembre 2002 France : inédits                  |
| FILE.7 | 夏実がママ!? 涙のビンタ                                     | 夏実がママ!? 涙のビンタ                                                               | – | Japon : du 17 octobre 2002 au 12 décembre 2002 France : inédits                  |
| FILE.8 | 殺意の花嫁サヨナラ美幸                                      | 殺意の花嫁サヨナラ美幸                                                                | – | Japon : du 17 octobre 2002 au 12 décembre 2002 France : inédits                  |
| FILE.9 | Au revoir... Miyuki & Natsumi (サヨナラ…美幸&夏実)          | Au revoir... Miyuki & Natsumi (サヨナラ…美幸&夏実)                                    | – | Japon : du 17 octobre 2002 au 12 décembre 2002 France : inédits                  |
| You're Under Arrest Full Throttle est une série télévisée d'animation japonaise en 24 épisodes. Il s'agit de la 3e série de You're Under Arrest, et la première qui est diffusée en soirée sur TBS. |                                                             |                                                                                       | |                                                                                  |
| FILE.1 | Retrouvailles à grande vitesse                              | Prologue à la course                                                                  | Hirofumi Morimoto Kyōko Kameda Ayako Suzuki Koi Kotani Takako Shimizu Yumi Shimizu Teruhiko Yamazaki | Japon : du 4 octobre 2007 au 27 mars 2008 France : inédits                       |
| FILE.2 | Le samurai aux yeux bleus                                   | Le petit samouraï                                                                     | Koi Kotani                                                                                           | Japon : du 4 octobre 2007 au 27 mars 2008 France : inédits                       |
| FILE.3 | Le puissant catcheur du stationnement                       | Bras fort ! Le lutteur interdit                                                       | Katoshi Hattori                                                                                      | Japon : du 4 octobre 2007 au 27 mars 2008 France : inédits                       |
| FILE.4 | Panique au poste de Bokuto                                  | Panique au serpent à Bokuto                                                           | Hikaru Naraoka                                                                                       | Japon : du 4 octobre 2007 au 27 mars 2008 France : inédits                       |
| FILE.5 | Il y a un bébé enfermé dans la voiture                      | Voiture fermée – bébé                                                                 | Teruhiko Yamazaki Koji Sugimoto                                                                      | Japon : du 4 octobre 2007 au 27 mars 2008 France : inédits                       |
| FILE.6 | Aoi devient un homme ?!                                     | Aoi-chan devient un homme !                                                           | Hirofumi Morimoto                                                                                    | Japon : du 4 octobre 2007 au 27 mars 2008 France : inédits                       |
| FILE.7 | Taxi voleur                                                 | La chasse au mystérieux taxi !                                                        | Yumi Shimizu                                                                                         | Japon : du 4 octobre 2007 au 27 mars 2008 France : inédits                       |
| FILE.8 | Le chef a un enfant illégitime ?! Un dangereux pique-nique  | Un chef de section, une petite fille et un pique-nique                                | Ayako Suzuki Hirofumi Morimoto                                                                       | Japon : du 4 octobre 2007 au 27 mars 2008 France : inédits                       |
| FILE.9 | Yoriko Nikaidou célibataire                                 | L'âge de Yoriko Nikaido                                                               | Kyoko Kameda Hirofumi Morimoto Kenchi Hattori                                                        | Japon : du 4 octobre 2007 au 27 mars 2008 France : inédits                       |
| FILE.10 | Une soudaine invasion de robots                             | Natsumi devient-elle un robot ?                                                       | Koji Sugimoto                                                                                        | Japon : du 4 octobre 2007 au 27 mars 2008 France : inédits                       |
| FILE.11 | À la personne la plus importante au monde                   | idem                                                                                  | Katoshi Hattori Teruhiko Yamazaki                                                                    | Japon : du 4 octobre 2007 au 27 mars 2008 France : inédits                       |
| FILE.12 | Enfin une réalité ! Un match de rêve !                      | Confrontation ! Affaires criminelles VS Contrôle du trafic                            | Hirofumi Morimoto                                                                                    | Japon : du 4 octobre 2007 au 27 mars 2008 France : inédits                       |
| FILE.13 | Identité révélée ! La grande révélation                     | Une maudite usine à déchets                                                           | Koi Kotani Hirofumi Morimoto                                                                         | Japon : du 4 octobre 2007 au 27 mars 2008 France : inédits                       |
| FILE.14 | Des milliers de suspects                                    | Il y a deux mille suspects                                                            | Ayako Suzuki Teruhiko Yamazaki                                                                       | Japon : du 4 octobre 2007 au 27 mars 2008 France : inédits                       |
| FILE.15 | 24 heures avec le poste de police de Bokuto !               | On tourne : 24 heures à Bokuto                                                        | Koji Sugimoto                                                                                        | Japon : du 4 octobre 2007 au 27 mars 2008 France : inédits                       |
| FILE.16 | Protéger la fête foraine                                    | Un singe, un champignon et une bombe à retardement                                    | Katoshi Hattori                                                                                      | Japon : du 4 octobre 2007 au 27 mars 2008 France : inédits                       |
| FILE.17 | Le jour de rêve de Natsumi Tsujimoto                        | Introduisons-nous dans son rêve !                                                     | Teruhiko Yamazaki Hirofumi Morimoto                                                                  | Japon : du 4 octobre 2007 au 27 mars 2008 France : inédits                       |
| FILE.18 | Trois policières en plein rush à la plage !                 | Poursuite du côté de la plage                                                         | Hirofumi Morimoto                                                                                    | Japon : du 4 octobre 2007 au 27 mars 2008 France : inédits                       |
| FILE.19 | Comme d'habitude à Bokuto                                   | Un lien incassable                                                                    | Katoshi Hattori Kazuhiro Ono                                                                         | Japon : du 4 octobre 2007 au 27 mars 2008 France : inédits                       |
| FILE.20 | Poste de police de Bokuto : en souvenir d'un amour innocent | Un cœur pur à Bokuto                                                                  | Koji Sugimoto                                                                                        | Japon : du 4 octobre 2007 au 27 mars 2008 France : inédits                       |
| FILE.21 | Le motard justicier – Partie 1                              | Poursuite ! Fantôme rouge                                                             | Teruhiko Yamazaki Ayako Suzuki                                                                       | Japon : du 4 octobre 2007 au 27 mars 2008 France : inédits                       |
| FILE.22 | Le motard justicier – Partie 2                              | Le destin à plein régime                                                              | Hirofumi Morimoto                                                                                    | Japon : du 4 octobre 2007 au 27 mars 2008 France : inédits                       |
| FILE.23 | Nous allons t'arrêter !                                     | Vous êtes en état d'arrestation                                                       | Teruhiko Yamazaki Katoshi Hattori                                                                    | Japon : du 4 octobre 2007 au 27 mars 2008 France : inédits                       |
| FILE.24 | L'endroit auquel on appartient                              | idem                                                                                  | Hirofumi Morimoto Katoshi Hattori                                                                    | Japon : du 4 octobre 2007 au 27 mars 2008 France : inédits                       |